# Paul Laurence Dunbar
Paul Laurence Dunbar (n. 27 iunie 1872, Dayton, Ohio, SUA – d. 9 februarie 1906, Dayton, Ohio, SUA) a fost un poet, romancier și povestitor american de la sfârșitul secolului al XIX-lea și începutul secolului al XX-lea. Născut în Dayton, Ohio, din părinți care fuseseră sclavi în Kentucky înainte de Războiul Civil American, Dunbar a început să scrie povestiri și versuri când era copil. Și-a publicat primele poezii la vârsta de 16 ani într-un ziar din Dayton și a fost președinte al societății literare a liceului său.
Popularitatea lui Dunbar a crescut rapid după ce operele sale au fost lăudate de William Dean Howells, un important editor asociat cu Harper's Weekly⁠(d). Dunbar a devenit unul dintre primii scriitori afro-americani care și-au stabilit o reputație internațională. Pe lângă poeziile, povestirile și romanele sale, el a scris și versurile pentru comedia muzicală In Dahomey⁠(d) (1903), primul musical afro-american produs pe Broadway în New York. Musicalul a fost mai târziu dus în turneu în Statele Unite și Regatul Unit. Suferind de tuberculoză, care pe atunci era incurabilă, Dunbar a murit în Dayton, Ohio, la vârsta de 33 de ani.
O mare parte din cele mai populare lucrări scrise de Dunbar în timpul vieții sale au fost scrise în „dialectul negrilor⁠(d)” asociat cu Sudul antebelic⁠(d), deși a folosit și dialectul regional din Midwest al lui James Whitcomb Riley⁠(d). Dunbar a scris unele poezii și romane și în engleza convențională și este considerat primul scriitor important de sonete afro-american. De la sfârșitul secolului al XX-lea, istoricii literaturii au devenit mai interesați de aceste alte lucrări.

## Biografie

### Tinerețea
Paul Laurence Dunbar s-a născut pe Howard Street nr. 311, în Dayton, Ohio, la 27 iunie 1872, din părinți care fuseseră sclavi în Kentucky înainte de Războiul Civil American. După ce a fost eliberată, mama sa, Matilda, s-a mutat la Dayton împreună cu alți membri ai familiei, inclusiv cu cei doi fii ai ei, Robert și William, din prima ei căsătorie. Tatăl lui Dunbar, Joshua, a fugit din sclavie în Kentucky înainte de încheierea războiului. El a ajuns în Massachusetts și s-a oferit voluntar pentru Regimentul 55 Infanterie din Massachusetts⁠(d), una dintre primele două unități de negri care au luptat în război. Dunbar-tatăl a servit și în Regimentul 5 Cavalerie din Massachusetts⁠(d). Paul Dunbar s-a născut la șase luni după nunta lui Joshua cu Matilda, care a avut loc în Ajunul Crăciunului, 1871.
Căsnicia părinților lui Dunbar a fost una agitată, iar mama lui Dunbar l-a părăsit pe Joshua la scurt timp după ce a născut al doilea copil, o fiică. Joshua a murit pe 16 august 1885, când Paul avea 13 ani.
Dunbar a scris prima sa poezie la vârsta de șase ani și și-a recitat poeziile în public prima oară la vârsta de nouă ani. Mama lui l-a ajutat cu școala, după ce a învățat și ea să citească special pentru aceasta. Ea citea adesea Biblia cu el și s-a gândit că ar putea deveni preot în Biserica Episcopală Metodistă Africană⁠(d), primul cult organizat independent al negrilor din America, fondat în Philadelphia la începutul secolului al XIX-lea.
În anii petrecuți la Liceul Central din Dayton, Dunbar a fost singurul elev afro-american. A fost coleg de clasă și prieten cu Orville Wright. A fost bine primit în colectivitate și a fost ales președinte al societății literare a școlii, apoi a devenit redactor al ziarului școlii și membru al clubului de debate.

### Cariera de scriitor

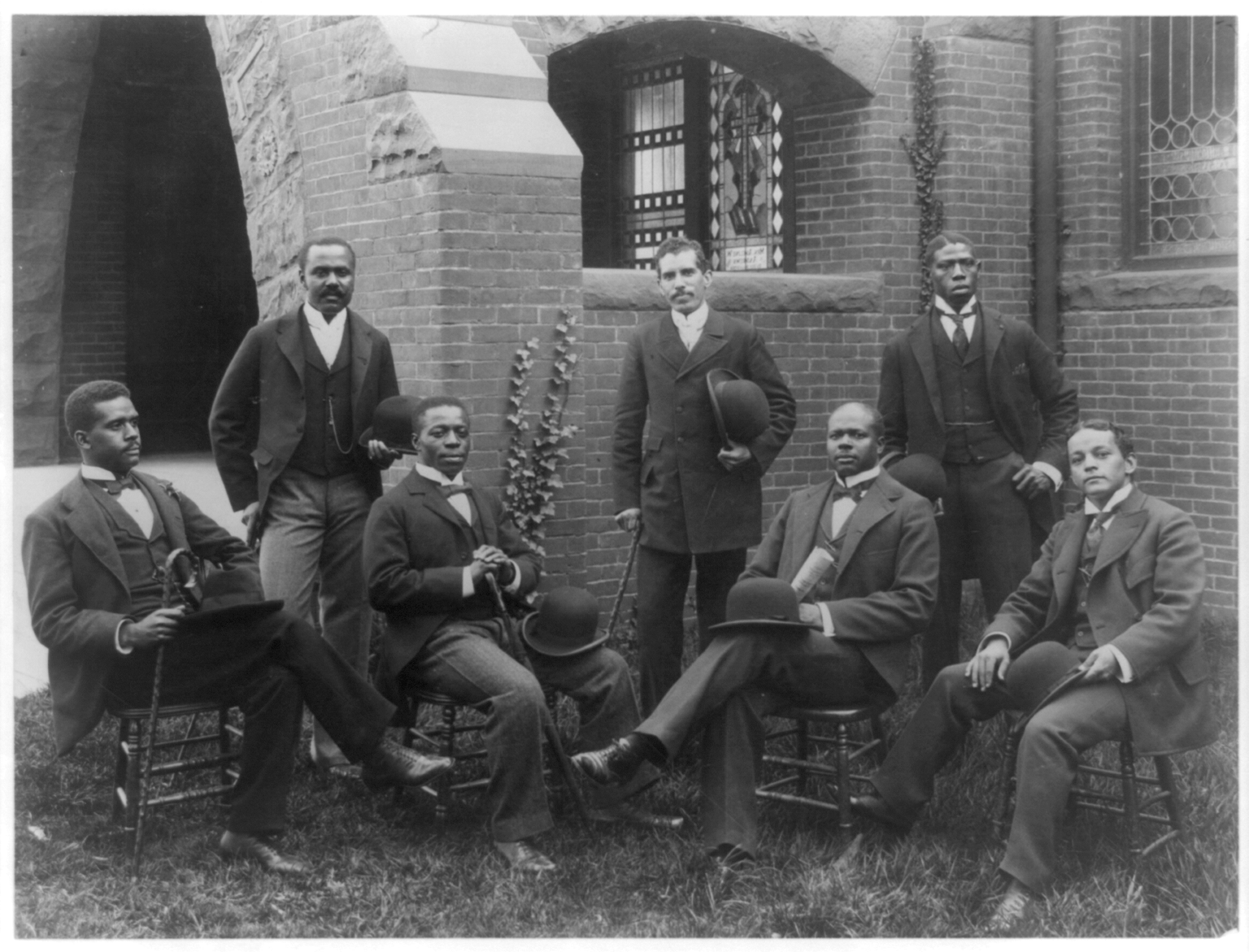
Universitatea Howard 1900 – poză de clasă cu Dunbar în dreapta spate

La vârsta de 16 ani, Dunbar a publicat poeziile „Our Martyred Soldiers” și „On The River” în 1888 în ziarul The Herald din Dayton. În 1890, Dunbar a scris și editat The Tattler, primul ziar săptămânal afro-american din Dayton. El a fost tipărit de compania recent fondată de cunoștințele lui din liceu, Wilbur și Orville Wright. Ziarul a funcționat doar șase săptămâni.
După ce și-a terminat educația formală în 1891, Dunbar și-a luat un loc de muncă ca liftier, câștigând un salariu de patru dolari pe săptămână. Sperase să studieze dreptul, dar nu a putut să o facă din cauza posibilităților financiare limitate ale mamei sale. Discriminarea rasială i-a restricționat și posibilitățile de angajare. Dunbar era liftier în aceeași clădire în care tatăl Evei Best conducea un birou de arhitectură, iar ea a luat contact cu Dunbar și cu eforturile lui literare văzându-l în clădirea tatălui ei. Ea a fost printre primele persoane care au recunoscut poezia lui Dunbar și a avut influență în aducerea lui în fața publicului.
În 1892, Dunbar a cerut fraților Wright să-l ajute să-și publice sub formă de carte poeziile lui în dialect, dar frații nu aveau o instalație care să poată tipări cărți. Ei i-au sugerat să meargă la Editura United Brethren⁠(d), care, în 1893, a tipărit prima colecție de poezie a lui Dunbar, Oak and Ivy. Dunbar a subvenționat tipărirea cărții și și-a câștigat rapid investiția în două săptămâni, vânzând personal copii,  adesea pasagerilor din liftul său. 
Secțiunea Oak („Stejar”) era mai mare și consta din versuri tradiționale, în timp ce secțiunea mai mică, Ivy („Iedera”), conținea poezii ușoare scrise în dialect. Lucrarea a atras atenția lui James Whitcomb Riley⁠(d), popularul „Poet hoosier”. Atât Riley, cât și Dunbar scriau poezii atât în engleza standard, cât și în dialecte.
Talentul lui literar a fost recunoscute, și mai multe persoane în vârstă s-au oferit să-l ajute financiar. Avocatul Charles A. Thatcher s-a oferit să plătească pentru facultate, dar Dunbar a vrut să continue cu scrisul, deoarece fusese încurajat de vânzările  poeziei lui. Thatcher a ajutat la promovarea lui Dunbar, organizând lecturări ale poeziei lui în orașul mai mare Toledo, la „biblioteci și adunări literare”. Psihiatrul Henry A. Tobey s-a interesat și el și l-a ajutat pe Dunbar cu distribuirea primei sale cărți în Toledo și, uneori, oferindu-i ajutor financiar. Împreună, Thatcher și Tobey au susținut publicarea celei de-a doua colecții de versuri a lui Dunbar, Majors and Minors (1896).
Deși a publicat frecvent poezii și, ocazional, le-a lecturat în public, Dunbar a avut dificultăți în a se întreține pe sine și pe mama sa. Multe dintre eforturile sale erau neplătite și nu se pricepea să-și limiteze cheltuielile, ajungând înglodat în datorii până la mijlocul anilor 1890.
Pe 27 iunie 1896, romancierul, editorul și criticul William Dean Howells a publicat o recenzie favorabilă a celei de a doua cărți a lui Dunbar, Majors and Minors, în Harper's Weekly⁠(d). Influența lui Howells a atras atenția națională asupra scrierilor poetului. Deși Howell a lăudat și „gândirea sinceră și sentimentul adevărat” din poeziile tradiționale ale lui Dunbar, el a lăudat în special poeziile în dialect. În această perioadă, exista o apreciere specială pentru cultura populară și se credea că dialectul negrilor exprimă un aspect al acesteia. Noua faimă literară i-a permis lui Dunbar să publice primele două cărți sub formă de volum, intitulat Lyrics of Lowly Life, cu o introducere scrisă de Howells.
Dunbar a menținut o prietenie pe viață cu frații Wright. Prin poezia sa, i-a cunoscut și a devenit asociat cu liderii negri Frederick Douglass și Booker T. Washington și a fost apropiat de contemporanul său James D. Corrothers⁠(d). Dunbar a devenit prieten și cu Brand Whitlock, un jurnalist din Toledo care a plecat să lucreze la Chicago. Whitlock s-a intrat în guvernul statului și a avut o carieră politică și diplomatică.
Până la sfârșitul anilor 1890, Dunbar a început să exploreze povestirea și romanul; în cel din urmă, el a început să prezinte frecvent personajele societatea albă.

### Lucrările mai târzii

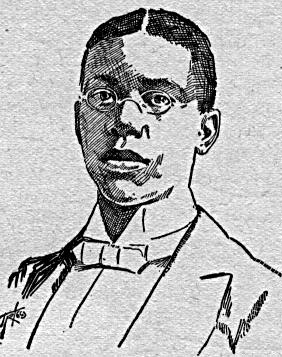
Schiță din 1897 de Norman B. Wood

Dunbar a fost prolific în timpul carierei sale relativ scurte: a publicat o duzină de cărți de poezie, patru cărți de povestiri, patru romane, versuri pentru un musical și o piesă de teatru.
Prima sa colecție de povestiri, Folks From Dixie (1898), o „examinare dură a prejudecăților rasiale”, a avut recenzii favorabile.
Nu la fel s-a întâmplat cu primul său roman, The Uncalled (1898), pe care criticii l-au descris drept „plictisitor și neconvingător”. Dunbar explora dificultățile spirituale ale unui pastor alb, Frederick Brent, care fusese abandonat în copilărie de tatăl său alcoolic și crescut de o femeie albă necăsătorită, Hester Prime. (Atât numele pastorului, cât și al femeii aminteau de Litera stacojie a lui Nathaniel Hawthorne, unde exista un personaj central numit Hester Prynne.) Cu acest roman, Dunbar a fost remarcat ca fiind unul dintre primii afro-americani care au trecut „linia de culoare⁠(d)” scriind o lucrare exclusiv despre societatea albilor. Criticii de la acea vreme s-au plâns în principal de felul în care a tratat materialul, nu de subiectul abordat. Romanul nu a fost un succes comercial.
Următoarele două romane ale lui Dunbar au explorat și ele vieți și probleme din cultura albilor, iar unii critici contemporani au considerat că și acestea lăsau de dorit. Cu toate acestea, criticul literar Rebecca Ruth Gould⁠(d) susține că unul dintre acestea, The Sport of the Gods⁠(d), culminează ca o învățătură morală despre puterea rușinii – o componentă esențială a mentalității de țap ispășitor – de a limita capacitatea legii de a face dreptate.
În colaborare cu compozitorul Will Marion Cook⁠(d) și Jesse A. Shipp⁠(d), care a scris libretul, Dunbar a scris versurile pentru In Dahomey⁠(d), primul musical scris și interpretat în întregime de afro-americani. A fost produs pe Broadway în 1903; comedia muzicală a făcut un turneu de succes în Anglia și Statele Unite pe o perioadă de patru ani și a fost una dintre cele mai de succes producții teatrale ale vremii sale.
Eseurile și poeziile lui Dunbar au fost publicate pe scară largă în principalele reviste ale zilei, inclusiv Harper's Weekly⁠(d), Saturday Evening Post, Denver Post, Current Literature și altele. În timpul vieții sale, comentatorii au observat adesea că Dunbar părea a fi un negru african pur, într-o perioadă în care mulți membri de frunte ai comunității afro-americane erau în special de rasă mixtă⁠(d), adesea cu o considerabilă ascendență europeană.
În 1897, Dunbar a călătorit în Anglia pentru un turneu literar; și-a recitat lucrările pe circuitul londonez. L-a cunoscut acolo pe tânărul compozitor de culoare Samuel Coleridge-Taylor⁠(d), care a pus pe muzică unele dintre poeziile lui Dunbar. Coleridge-Taylor a fost influențat de Dunbar să folosească cântece și melodii africane și ale negrilor americani în compozițiile lui viitoare. Tot la Londra, dramaturgul afro-american Henry Francis Downing⁠(d) a organizat o sesiune comună de recitare de poezie pentru Dunbar și Coleridge-Taylor, sub patronajul lui John Hay, un fost consilier al președintelui Abraham Lincoln și, la acea vreme, ambasador american în Regatul Unit. Downing s-a ocupat și cu cazarea lui Dunbar la Londra, în timp ce poetul lucra la primul său roman, The Uncalled (1898).
Dunbar a fost activ în domeniul drepturilor civile și al emancipării culturale a afro-americanilor. El a participat la întâlnirea din 5 martie 1897 pentru a celebra memoria aboliționistului Frederick Douglass. Participanții au colaborat pentru a fonda Academia Negrilor Americani⁠(d) sub conducerea lui Alexander Crummell⁠(d).

### Căsătoria și sănătatea în declin

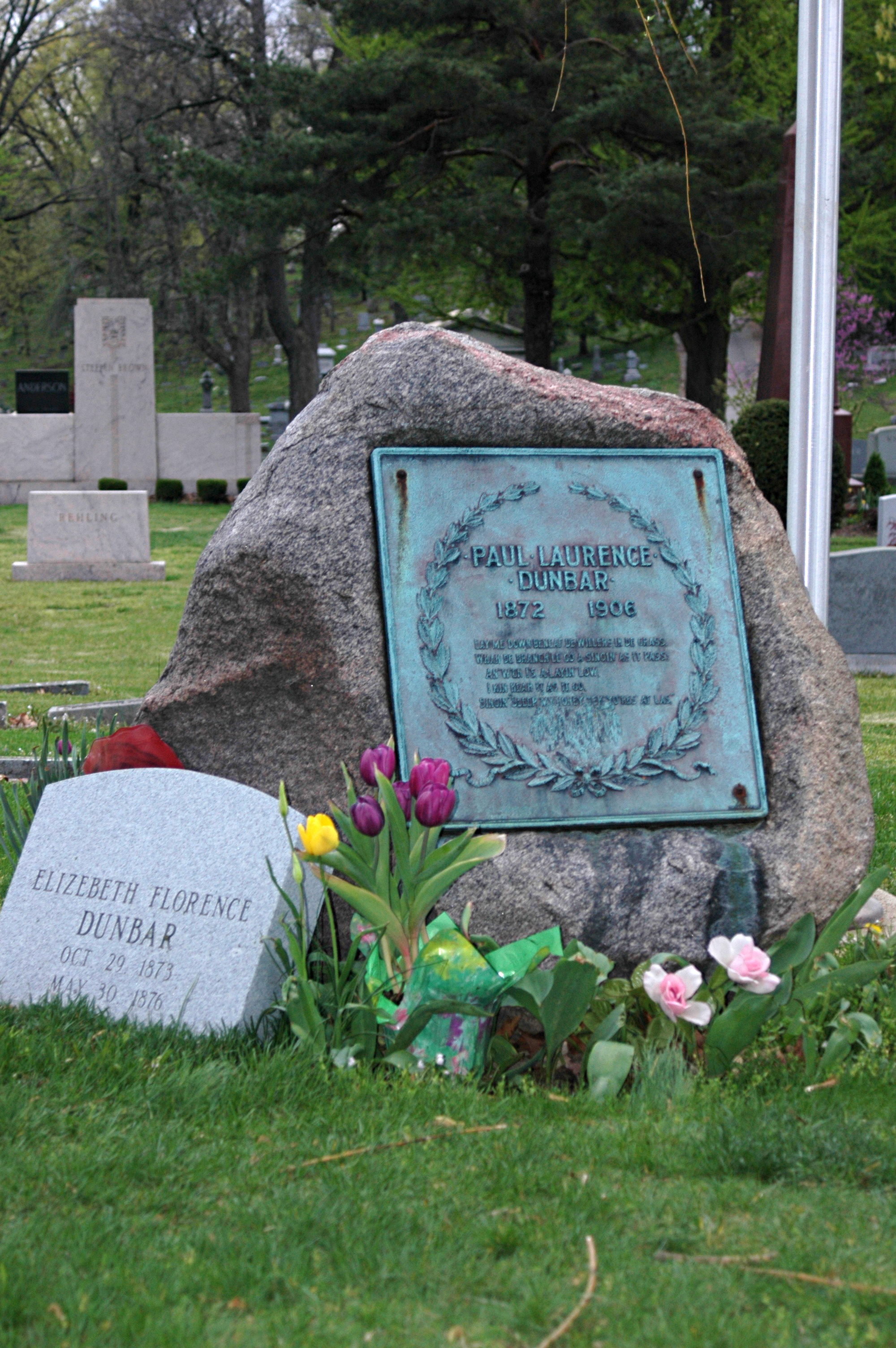
Mormântul lui Dunbar la cimitirul Woodland, 2007

După ce s-a întors din Regatul Unit, Dunbar s-a căsătorit cu Alice Ruth Moore⁠(d), pe 6 martie 1898. Ea era o profesoară și poetă din New Orleans pe care o cunoscuse cu trei ani mai devreme. Dunbar a numit-o „cea mai dulce și mai deșteaptă fată pe care am văzut-o vreodată”. Absolventă a Universității Straight (acum Universitatea Dillard), un colegiu istoric al negrilor, Moore este cunoscută în special pentru colecția ei de nuvele, Violets. Ea și soțul ei au scris și cărți de poezie ca piese însoțitoare. O relatare a dragostei, vieții și căsătoriei lor a fost prezentată în Oak and Ivy, o piesă din 2001 de Kathleen McGhee-Anderson.
În octombrie 1897, Dunbar și-a găsit un loc de muncă la Biblioteca Congresului din Washington, DC. El și soția lui s-au mutat în capitală, unde au locuit în confortabilul cartier LeDroit Park⁠(d). La îndemnul soției, Dunbar a părăsit curând slujba pentru a se concentra asupra scrisului, pe care l-a promovat prin lecturi publice. În timp ce se afla în Washington, DC, Dunbar a urmat Universitatea Howard după publicarea cărții Lyrics of Lowly Life.
În 1900, a fost diagnosticat cu tuberculoză, care pe atunci adesea era fatală, iar medicii săi i-au recomandat să bea whisky pentru a-i atenua simptomele. La sfatul medicilor săi, s-a mutat în Colorado împreună cu soția sa, deoarece aerul rece și uscat de munte era considerat favorabil bolnavilor de TBC. Dunbar și soția sa s-au despărțit în 1902, după ce aproape a omorât-o în bătaie, dar nu au divorțat niciodată. Depresia și sănătatea în declin l-au făcut să ajungă dependent de alcool, ceea ce i-a afectat și mai mult sănătatea.
Dunbar s-a întors la Dayton în 1904 pentru a fi cu mama lui. A murit de tuberculoză la 9 februarie 1906, la vârsta de 33 de ani. A fost înmormântat în cimitirul Woodland din Dayton.

## Stilul literar
Opera lui Dunbar este cunoscută pentru atenția acordată formei în poezia sa formală, precum și în poezia sa în dialect. Aceste trăsături se potriveau bine cu capacitatea de a scrie melodii a lui Carrie Jacobs-Bond⁠(d) (1862–1946), cu care a colaborat.

### Utilizarea dialectului
Dunbar a scris o mare parte din operele sale în engleză convențională, dar pentru unele dintre ele a folosit și dialectul afro-american⁠(d), precum și dialecte regionale. Dunbar a simțit că există ceva suspect în ceea ce privește capacitatea de comercializare a poeziilor în dialect, de parcă negrii ar fi limitați la o formă restrânsă de exprimare care nu este asociată cu clasa educată. Cineva căruia Dunbar i-a acordat un interviu relata că acesta i-a spus: „m-am săturat atât de mult de dialect”, deși a spus și că „vorbirea mea naturală este dialectul” și „dragostea mea este pentru piesele de negri”.
Dunbar i-a fost recunoscător lui William Dean Howells pentru promovarea succesului său timpuriu, dar a fost consternat de faptul că criticul l-a încurajat să se concentreze pe poezia în dialect. Furios că editorii refuzau să-i tiparească poeziile mai tradiționale, Dunbar l-a acuzat pe Howells că „[mi-a făcut] un rău irevocabil în dictonul pe care l-a dat cu privire la versurile mele în dialect”. Dunbar a continuat într-o tradiție literară care folosea dialectul negrilor; printre predecesorii lui s-au numărat scriitori precum Mark Twain, Joel Chandler Harris și George Washington Cable.

## Critica și memoria

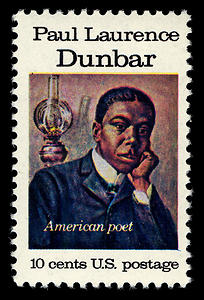
Dunbar pe timbrul poștal american din 1975

Dunbar a devenit primul poet afro-american care a câștigat distincție și acceptare pe plan național. The New York Times l-a numit „un adevărat cântăreț al oamenilor – albi sau negri”. Frederick Douglass s-a referit odată la Dunbar drept „unul dintre cei mai dulci cântăreți pe care i-a produs rasa lui și un om de la care [sper] lucruri mărețe”.

Prietenul și scriitorul său James Weldon Johnson⁠(d) l-a lăudat foarte mult pe Dunbar, scriind în The Book of American Negro Poetry:
Paul Laurence Dunbar se remarcă drept primul poet din rasa neagră din Statele Unite care a arătat o măiestrie combinată asupra materialului poetic și a tehnicii poetice, și a dat dovada unei distincții literare înnăscute în ceea ce a scris și a menținut un nivel ridicat de performanță. A fost primul care s-a ridicat la o înălțime de la care să poată avea o perspectivă asupra propriei sale rase. El a fost primul care i-a văzut în mod obiectiv umorul, superstițiile, neajunsurile; primul care i-a simțit cu simpatie rănile inimii, dorințele, aspirațiile și le-a exprimat pe toate într-o formă pur literară.
Această colecție a fost publicată în 1931, în urma Renașterii Harlemului⁠(d), care a dus la o mare revărsare de lucrări literare și artistice ale afro-americanilor. Au explorat noi subiecte, exprimând idei despre viața urbană și migrația către Nord. În scrisul său, Johnson l-a și criticat pe Dunbar pentru poeziile sale în dialect, spunând că au promovat stereotipurile despre negri ca fiind comici sau patetici și au întărit restricția conform căreia negrii scriu doar despre scenele vieții de pe plantațiile antebelice din Sud.
Dunbar a continuat să influențeze alți scriitori, poeți și compozitori. Compozitorul William Grant Still⁠(d) a folosit fragmente din patru poezii în dialect ale lui Dunbar ca epigrafe pentru cele patru mișcări ale Simfoniei nr. 1 în la bemol, „Afro-Americana”⁠(d) (1930). Anul următor a avut premiera prima simfonie a unui afro-american care a fost interpretată de o orchestră majoră pentru un public american. Cântecul vodevil al lui Dunbar „Who Dat Say Chicken in Dis Crowd?” este una din potențialele influențe asupra dezvoltării lui „Who dat? Who dat? Who dat say gonna beat dem Saints?⁠(d)”, popularul cântec asociat cu echipa de fotbal New Orleans Saints, potrivit biografului lui Dunbar Hollis Robbins⁠(d).
Maya Angelou și-a intitulat autobiografia I Know Why the Caged Bird Sings⁠(d) (1969) dintr-un vers din poezia lui Dunbar „Simpyathy⁠(d)”, la sugestia muzicianului de jazz și activistului Abbey Lincoln⁠(d). Angelou a spus că lucrările lui Dunbar i-au inspirat „ambiția de a scrie”. În multe scrieri ale ei, ea se întoarce la simbolistica lui Dunbar al unei păsări în cușcă ca reprezentând un sclav înlănțuit.
Casa lui Dunbar din Dayton, Ohio, a fost conservată drept Casa memorială Paul Laurence Dunbar⁠(d), un sit istoric de stat care este inclus în Parcul istoric național Dayton Aviation Heritage⁠(d), administrat de National Park Service.
- Reședința sa din LeDroit Park din Washington, DC, rămâne în picioare.
- Biblioteca Dunbar a Universității de Stat Wright deține multe dintre lucrările lui Dunbar.
- În 2002, Molefi Kete Asante⁠(d) l-a enumerat pe Paul Laurence Dunbar în lista lui cu cei mai mari 100 de afro-americani⁠(d).[49]

Numeroase școli și alte locuri au fost numite în onoarea lui Dunbar, inclusiv Paul Laurence Dunbar High School din Lexington, Kentucky, Paul Laurence Dunbar High School din Dayton, Ohio, Paul Laurence Dunbar High School din Baltimore, Maryland, Paul Laurence Dunbar Vocational High School în Chicago, Illinois și câteva altele. Biblioteca principală de la Universitatea de Stat Wright⁠(d) din Dayton și o bibliotecă filială din Dallas, Texas, poartă, de asemenea, numele Dunbar, în timp ce apartamentele Dunbar⁠(d) din Harlem, New York au fost construite de John D. Rockefeller Jr.⁠(d) pentru a oferi locuințe afro-americanilor. Dunbar Park din Chicago are o statuie a lui Dunbar care a fost creată de sculptorița Debra Hand⁠(d) și instalată în 2014.

## Bibliografie

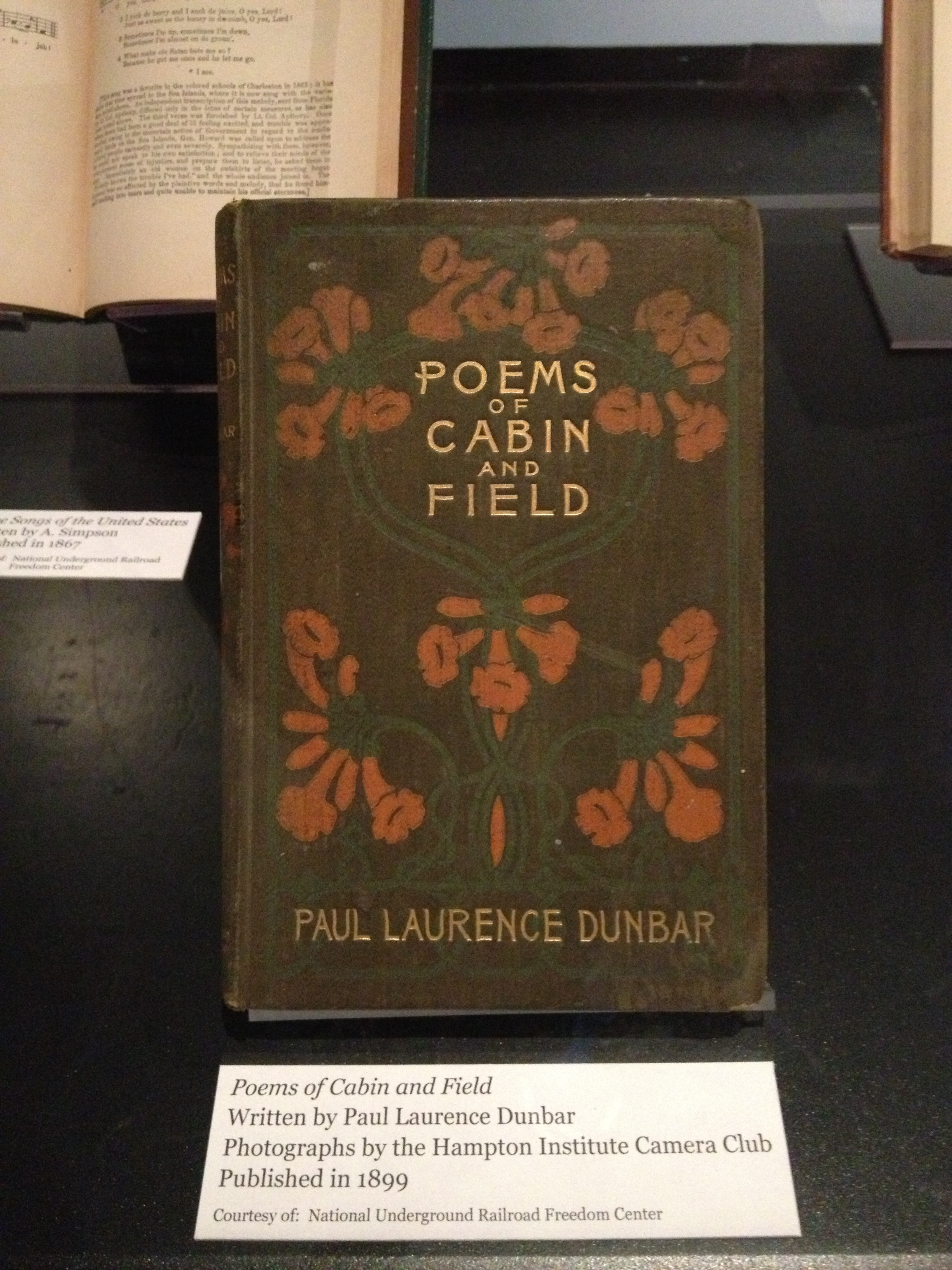
Ediția din 1899 de Poems of Cabin and Field